# Hartford (Iowa)
Pour les articles homonymes, voir Hartford.
Ne doit pas être confondu avec New Hartford (Iowa).
Hartford est une ville, du comté de Warren en Iowa, aux États-Unis. Elle est fondée en 1849 et incorporée le 29 juin 1913.

## Source de la traduction
- (en) Cet article est partiellement ou en totalité issu de l’article de Wikipédia en anglais intitulé « Hartford, Iowa » (voir la liste des auteurs).